# ジャパン・イーエム・ソリューションズ
ジャパン・イーエム・ソリューションズ株式会社 (Japan E.M.Solutions Co., Ltd.、JEMS) は、兵庫県加東市に本社を置く日本の電子機器製造メーカー。特にスマートフォンの製造で知られ、2023年時点でスマートフォンの製造を行う国内最後の工場JEMS本社工場（兵庫県加東市）を持つ。
2023年5月30日に、スマートフォンの開発と販売部門FCNT、FCNTおよびJEMSの親会社REINOWAホールディングスとともに、東京地裁へ民事再生法の適用を申請した。負債はそれぞれJEMS単体約613億円、グループ全体約1432億円で、FCNTは即日事業を停止し、JEMSはエンデバー・ユナイテッドなどがスポンサーとなり、事業が継続される見込み。

## 概要

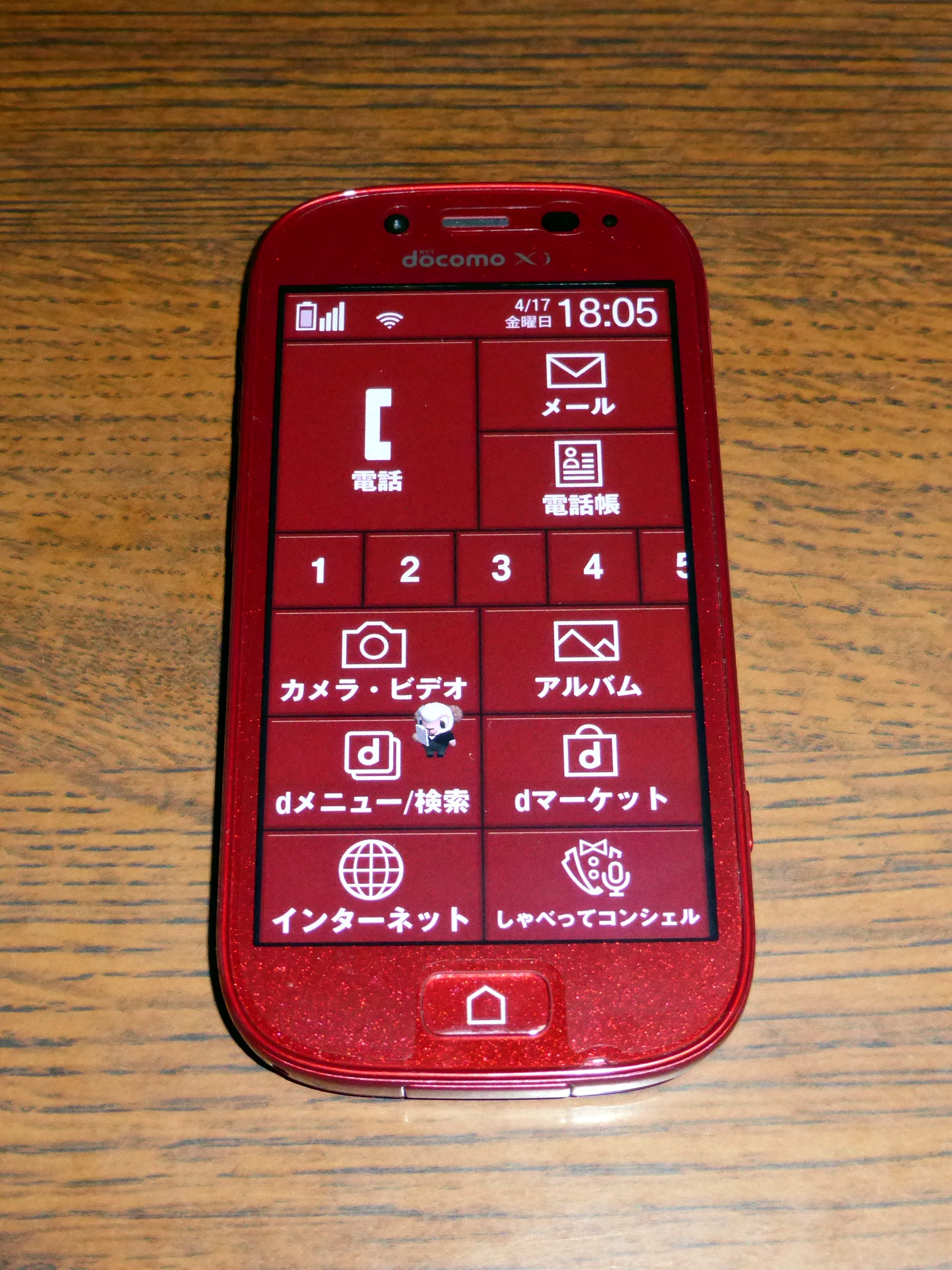
JEMSが2023年まで製造していた携帯電話「らくらく」シリーズ

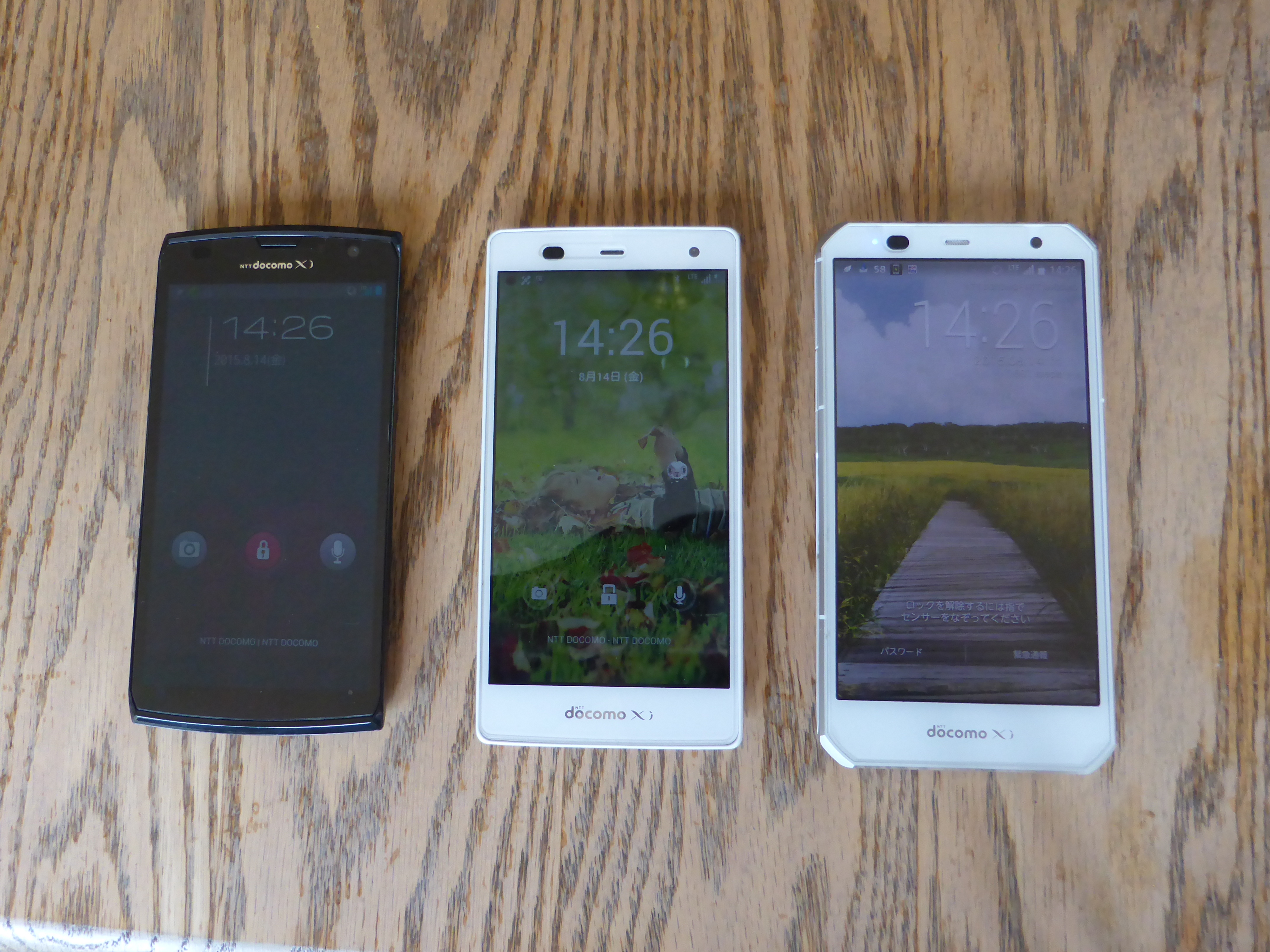
JEMSが製造した2013年当時のドコモのフラッグシップ「ARROWS X」シリーズ

富士通の携帯電話の製造・修理部門を分社化して2018年に設立された。
「Made in Japanにこだわったものづくり」を掲げ、富士通やFCNTなどからの業務受託、(ODM・EMS) を主な事業として、タブレット、携帯電話、IoT機器、カラオケ機器などを製造して修理する。
2棟の工場に福利厚生としてテニスコートと体育館を併設する。製造は自動化が可能だが人間が確認するダブルチェックを採り、高品質と高信頼性は今後の日本のものづくりを象徴する、としている。

## 旧 ジャパン・イーエム・ソリューションズ
1984年に富士通株式会社の子会社として設立された、兵庫県加東市にある富士通周辺機株式会社の本社工場（JEMS本社工場）を継承した。富士通グループの戦略生産拠点として、2007年に携帯電話の製造を開始した。2014年に富士通は那須工場の携帯電話製造を終了し、携帯電話製造部門を富士通周辺機の本社工場へ集約した。
富士通の携帯電話の開発と販売部門を2016年に分社化したFCNTから業務を受託し、FCNTが事業停止する2023年までスマートフォンの「らくらく」シリーズと「arrows」シリーズを製造して修理した。2021年に京セラが北海道北見工場でスマートフォンの製造を終了し、スマートフォンを製造する国内最後の工場として、京セラや京セラが受託したバルミューダフォンなども製造した。
JEMSは、富士通が2001年の発売以来2022年で累計3700万台を販売した携帯電話「らくらく」シリーズを2007年から製造した。2012年から発売したドコモ「らくらくスマートフォン」シリーズは2022年までに累計770万台を販売した。
2011年から発売したスマートフォン「ARROWS」シリーズのフラッグシップ「ARROWS X」シリーズは、高機能と日本製の富士通電池パックを搭載するなど信頼性で高い評価を得た。2017年から発売した「arrows Be」シリーズは、2万円台の低価格、高性能、高耐久に加えてコロナ禍の2020年に「洗えるスマホ」として脚光を浴びた。2021年に携帯電話市場へ参入したバルミューダの「バルミューダフォン」は、メイン基板1枚で構成する一般的なスマホと異なり、バルミューダの寺尾玄社長がデザインした曲線を描く筐体に基板を収容するために複数基板に分割する京セラが設計した極めて複雑な構造を、JEMSが製造を実現して価格は他社のハイエンド並みの14万円程度に抑えた。これらは何れも販売台数は伸びず、FCNTが事業を停止する2023年まで「らくらく」シリーズがJEMSで携帯電話の主力商品であった。
従来JEMSのみでスマホを製造したFCNTは、2019年の「arrows U」から外部工場のODMを採用し、2021年に発売した「arrows We」は中国の工場がODMした。中国工場のODMは、中国人と意思疎通に難があったが、FCNTの品質保証担当者が尽力して初期の製品から「洗えるスマートフォン」など「日本品質」を実現した。JEMS本社工場もベトナム人など外国人が増え、末期にその差は埋まった。
JEMSが製造する「バルミューダフォン」ブランドのスマートフォンを展開したバルミューダは、2023年5月12日にスマートフォン事業から撤退を発表した。JEMSが製造する「TORQUE」ブランドのスマホを展開した京セラは、2023年5月16日に、2025年に個人向けスマートフォン事業から撤退すると発表した。のちに「TORQUE」シリーズのみ個人向けの継続を発表した。JEMSが受託する「arrows」シリーズスマホを展開したFCNTは、2023年5月30日に民事再生法の適用を申請して事業を停止し、FCNTのグループ会社JEMSも民事再生法の適用を申請した。

## 新 ジャパン・イーエム・ソリューションズ
2023年5月30日にエンデバー・ユナイテッド、京セラ、電通国際情報サービスの3社が、事業停止したFCNTに代わりJEMSのスポンサーとなり、7月に3社が共同で出資して設立した「エンデバー・ユナイテッド・パートナーズ・29株式会社」(EUP29) がFCNTから事業を継承した。
8月にEUP29は商号をジャパン・イーエム・ソリューションズ株式会社へ変更し、旧ジャパン・イーエム・ソリューションズ株式会社の商号を佐保管財株式会社へ変更した。事業継承の際に「FCNTの開発する携帯端末の製造・修理事業は含みません」と明示し、富士通コネクテッドテクノロジーズ以来のスマートフォン製造から撤退する。
2024年3月にバルセロナのMWC24で、2023年に国内スマートフォンとフィーチャーフォン市場へ参入した米国企業「Orbic」が自社の生産拠点を既存の中国とインドに加えアメリカと日本に構えると発表し、日本の生産拠点としてJEMSに委託を開始した。JEMSは再びスマートフォンとフィーチャーフォンの製造を担当する。

## 雑記
- 加東市のふるさと納税返礼品として当社製造のスマートフォンが採用された。2022年度は「バルミューダフォン」[13]。

## 参照
1. 1 2  “【会社概要】ジャパン・イーエム・ソリューションズ株式会社（JEMS）｜Made in JapanのEMS・ODM”.   ジャパン・イーエム・ソリューションズ. 2022年6月30日閲覧。
2. ↑  倒産速報 帝国データバンク
3. ↑  “百戦錬磨”のジャパン・メイド・スマホ「arrows Be3」の秘密 富士通
4. ↑  【大河原克行の「パソコン業界、東奔西走」】タブレット/スマートフォンの戦略生産拠点、富士通周辺機を訪ねる ～先進的な自動化ラインで高品質、高効率を実現 - PC Watch
5. ↑  「らくらくスマートフォン」軸にサービス強化、FCNTのシニア戦略は奏功するか 日経クロステック（xTECH）
6. ↑  1.7GHz4コア＆フルHD液晶のARROWS Xを使ってみた！ ASCII.jp
7. ↑  コロナ禍で脚光を浴びる「洗えるスマホ」とは？　近年登場モデルは5Gにも対応 Real Sound
8. ↑  ASCII.jp：「日本品質」を維持したarrows Weが大ヒット！ FCNTの開発・品質保証担当者に聞く、ODM製造の裏側 ASCII
9. ↑  「らくらくホン」民事再生　負債総額1200億円 - 日本経済新聞
10. ↑  “スポンサーとの間の事業譲渡契約締結のお知らせ”. 2024年3月4日閲覧。
11. ↑  ASCII. “昨年日本上陸のOrbic、KaiOS搭載ケータイの国内投入に5Gイエデンワ、旧富士通工場活用での「Made in Japan」展開も”. 週刊アスキー. 2024年3月3日閲覧。
12. ↑  株式会社インプレス (2024年3月1日). “【MWC Barcelona 2024】 Orbicがフィーチャーフォンを日本で発売、日本に生産拠点も”. ケータイ Watch. 2024年3月3日閲覧。
13. ↑  ふるさと納税でバルミューダの「BALMUDA Phone」など、スマホ関連の返礼品がラインアップ - ケータイ Watch